# برج توتال

برج توتال هو عبارة عن ناطحة السحاب في وسط الحي التجاري لا ديفونس «الدفاع»،باريس، فرنسا.

## البناء
بني البرج في عام 1985، وهذا هو أعلى ثاني ناطحة سحاب في لا ديفونس والثالث في فرنسا بعد برج لا فارست وبرج مونبارناس.الطول الكامل للبرج هو 190 مترا. ويقع السقف في الطول 187 متر، و3 أمتار الأخرى هي سلك اتصالات سلكية ولاسلكية فوق السقف. وكان من المقرر أن يكون برج أريفا ملاصقا لهذا الأخير لكن القرار لم يتم. برج توتال هو جزء من الجيل الثالث من أبراج لا ديفونس. وكان مهندسيه قادرون على تفادي الأخطاء في أبراج الجيل الثاني (برج سى بى 21، برج فارست، برج أريفا) وبالتالي، فإن جميع المكاتب التابعة للبرج هي من اليوم الأول تشمل الإدارة السليمة لتوفير الطاقة (الزجاج العازل، وإدارة استهلاك الطاقة).

## محتويات البرج
يتألف برج توتال من خمسة أبراج متلاصقين. البرج الأطول يتألف من 48 طابق والبرج الثاني من 44 طابق والثالث والرابع والخامس من 37 طابق. في الطابق الأرضي يوجد بنك، ومحل عطور ووكالة سفر. في الطابق السفلي يوجد حوض سباحة (كما تستخدم مياهه كاحتياط في حالة نشوب حريق)، ومكان لوضع الصور. يمكن للموظفين ممارسة الرياضة فيه. وهناك أيضا «احتياطي» من السيارات المتاحة. ويوجد أيضا مطعم «للأكلات السريعة» (البيتزا والبرغر الخ...)، الأطباق التي تقدم للموظفين قليلة الدسم.
ويمكن الدخول إلى من الباب الرئيسي عبر المصعد من محطة مترو غراند أرك.

## مقالات ذات صلة
- ناطحة سحاب
- لا ديفونس

## وصلات خارجية
- (الموقع الرسمي للحي التجاري لا ديفونس)